# Gargallo (famiglia)
La famiglia Gargallo è un'antica famiglia nobiliare proveniente da Lentini nel XVI secolo, Inurbatasi a Siracusa. Tuttora esistente, i rappresentanti di tale famiglia vivono a Roma. Il rappresentante più famoso di tale famiglia fu senza dubbio il poeta ed erudito italiano Tommaso Gargallo (1760-1843), considerato dalla storiografia del XVIII e XIX secolo come il più importante traduttore di Orazio della sua epoca.

## Storia

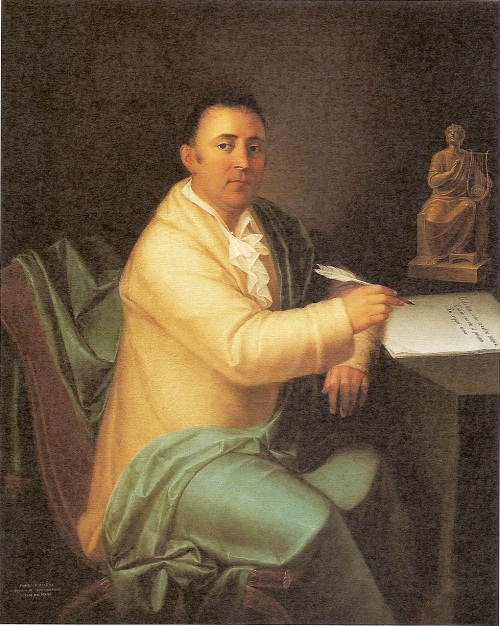
Tommaso Gargallo in un ritratto del pittore siciliano Giuseppe Patania

Famiglia nobile di Lentini, i rilievi storici danno per primo ceppo un Antonino Gargallo Castellano di Leontinoi per regia concessione sec. XV. Successivamente ricoprirono questa alta carica Francesco, Michele(1489), altro Francesco (1590), Vincenzo (1649), ed infine un altro Francesco (1650). 
La famiglia godette nobiltà a Lentini e Siracusa, passando all'Ordine di Malta sin dal 1650 nella persona di Mario-Saverio. Un Alfio ottenne il titolo di Don il 16 giugno 1622.
Con la morte di Francesco Gargallo avvenuta nel 1754, la famiglia si divise in due rami, Baroni di Priolo e Marchesi di Castel Lentini, per via delle due nozze avute con Agata Arezzo (deceduta prematuramente) e Anna Bonanno.
Filippo Gargallo il 19 gennaio 1797 ottenne il titolo di Marchese di Castel Lentini. Dal matrimonio tra Filippo e Isabella Montalto nacque come unico figlio Tommaso Gargallo. L'8 settembre 1808 ottenne il titolo di Marchese di Castel Lentini. 

CSTG (Circolo Sportivo Tommaso Gargallo), lo stemma in onore del poeta siracusano

Questi ebbe notevoli capacità: fu poeta, traduttore, scrittore, ministro della guerra e della marina; il 22 settembre 1832 ottenne il privilegio di diventare cittadino palermitano. Tommaso fondò la cittadina di Priolonel 1807 (che oggi porta il suo nome), ottenne l'autorizzazione dal re Ferdinando III (1809) di popolare il feudo dove si trova oggi Priolo, costruendovi una chiesa per venire incontro alle esigenze spirituali della popolazione rurale, e quaranta case. Questi ebbe notevoli capacità: fu poeta, traduttore, scrittore, ministro della guerra e della marina; inoltre ottiene dal re Ferdinando 3° nel  di fondare "lo stato feudale di Priolo".
La famiglia Gargallo nei primi anni venti, con a capo i pronipoti di Tommaso Gargallo Filippo Francesco e Mario Tommaso, contribuì alla nascita di una nuova realtà calcistica a Siracusa, stanziando 5.000 lire per costruire delle basi economiche solide alla neonata società aretusea. Dal 1924 al 1930 essa ha portato il nome Circolo Sportivo Tommaso Gargallo, in onore del sommo poeta Tommaso Gargallo.
Nell'agosto 2020 la famiglia Gargallo, decide di sostenere la realtà sportiva di calcio del FC Priolo Gargallo militante al campionato di Promozione, chiedendo di riadottare il gallo come emblema dello stemma, proprio in onore della famiglia.

## Baroni del Priolo
- Vincenzo Gargallo (N?-M?), Regio Castellano di Leontini
- Francesco Gargallo (1635-1672),
- Giuseppe Gargallo (1660-1672), I Barone del Priolo
- Giuseppe Gargallo (1725-1802), II Barone del Priolo
- Emanuele Gargallo (1766-1803), III Barone del Priolo
- Pietro Gargallo (N?-M?), IV Barone del Priolo
- Tommaso Gargallo (1760-1843), V Barone del Priolo
- Francesco Gargallo (1799-1878), VI Barone del Priolo
- Tommaso Gargallo (1848-1917), VII Barone del Priolo
- Filippo Francesco Gargallo (1882-1954), VIII Barone del Priolo
- Mario Tommaso Gargallo (1886-1958), IX Barone del Priolo
- Gioacchino Gargallo (1923-2007), X Barone del Priolo
- Tommaso Gargallo (1962), XI Barone del Priolo

## Marchesi di Castel Lentini
- Filippo Gargallo (N?-M?), I Marchese di Castel Lentini
- Tommaso Gargallo (1760-1843), II Marchese di Castel Lentini
- Francesco Gargallo (1799-1878), III Marchese di Castel Lentini
- Tommaso Gargallo (1848-1917), IV Marchese di Castel Lentini
- Filippo Francesco Gargallo (1882-1954), V Marchese di Castel Lentini
- Mario Tommaso Gargallo (1886-1958), VI Marchese di Castel Lentini
- Gioacchino Gargallo (1923-2007), VII Marchese di Castel Lentini
- Tommaso Gargallo (1962), VIII Marchese di Castel Lentini